# Bartolomeo della Gatta
Bartolomeo della Gatta, italijanski slikar ilustrator rokopisov in arhitekt, * 1448, Firence, † 1502, Arezzo.